# Бивер кросинг (Небраска)
Бивер кросинг (енгл. Beaver Crossing) град је у америчкој савезној држави Небраска.

## Демографија
По попису из 2010. године број становника је 403, што је 54 (-11,8%) становника мање него 2000. године.
| Група             | 2000.       | 2010.       |
| Белци             | 434 (95,0%) | 390 (96,8%) |
| Афроамериканци    | 7 (1,5%)    | 1 (0,2%)    |
| Азијати           | 1 (0,2%)    | 2 (0,5%)    |
| Хиспаноамериканци | 3 (0,7%)    | 4 (1,0%)    |
| Укупно            | 457         | 403         |